# Bhután a 2000. évi nyári olimpiai játékokon
Bhután az ausztráliai Sydneyben megrendezett 2000. évi nyári olimpiai játékok egyik részt vevő nemzete volt. Az országot az olimpián 1 sportágban 2 sportoló képviselte, akik érmet nem szereztek.

## Íjászat
Férfi
| Versenyző       | Versenyszám | Selejtező | Selejtező | 64-es főtábla                        | 32-es főtábla     | Nyolcaddöntő      | Negyeddöntő       | Elődöntő          | Döntő             | Helyezés |
| Versenyző       | Versenyszám | Pont      | Kiemelt   | Ellenfél Eredmény                    | Ellenfél Eredmény | Ellenfél Eredmény | Ellenfél Eredmény | Ellenfél Eredmény | Ellenfél Eredmény | Helyezés |
| --------------- | ----------- | --------- | --------- | ------------------------------------ | ----------------- | ----------------- | ----------------- | ----------------- | ----------------- | -------- |
| Jubzang Jubzang | Egyéni      | 596       | 55.       | Nico Hendrickx (BEL) (10.) · 156-162 | kiesett           | kiesett           | kiesett           | kiesett           | kiesett           | 43.      |

Női
| Versenyző       | Versenyszám | Selejtező | Selejtező | 64-es főtábla                           | 32-es főtábla     | Nyolcaddöntő      | Negyeddöntő       | Elődöntő          | Döntő             | Helyezés |
| Versenyző       | Versenyszám | Pont      | Kiemelt   | Ellenfél Eredmény                       | Ellenfél Eredmény | Ellenfél Eredmény | Ellenfél Eredmény | Ellenfél Eredmény | Ellenfél Eredmény | Helyezés |
| --------------- | ----------- | --------- | --------- | --------------------------------------- | ----------------- | ----------------- | ----------------- | ----------------- | ----------------- | -------- |
| Csering Cshoden | Egyéni      | 614       | 50.       | Hamdiah Damanhuri (INA) (15.) · 153-165 | kiesett           | kiesett           | kiesett           | kiesett           | kiesett           | 43.      |